# Élections législatives tunisiennes de 1964
 (octobre 2019).
Si vous disposez d'ouvrages ou d'articles de référence ou si vous connaissez des sites web de qualité traitant du thème abordé ici, merci de compléter l'article en donnant les références utiles à sa vérifiabilité et en les liant à la section « Notes et références ».
Les élections législatives tunisiennes de 1964, les cinquièmes à se tenir en Tunisie, sont organisées le 8 novembre 1964. Les listes présentées par le pouvoir obtiennent la totalité des sièges.

## Résultat
Les 101 sièges du parlement vont aux listes du Parti socialiste destourien.
| Partis                      | Suffrages exprimés | Pourcentages | Nombre de sièges |
| --------------------------- | ------------------ | ------------ | ---------------- |
| Parti socialiste destourien | 1 255 153          | 100 %        | 101              |
| Total des votants           | 1 257 947          | 1 257 947    | 1 257 947        |
| Total de l'électorat        | 1 255 153          | 1 255 153    | 1 255 153        |
| Taux de participation       | 99,78 %            | 99,78 %      | 99,78 %          |